# Waldi
Waldi (phát âm tiếng Đức: [ˈval.diː]) là linh vật Thế vận hội chính thức đầu tiên, được thiết kế cho Thế vận hội Mùa hè 1972 tại München. Waldi là một con chó Dachshund, một giống chó phổ biến ở Đức. Đường chạy marathon được thiết kế theo thiết kế của Waldi, và trong giai đoạn xây dựng làng vận động viên và sân vận động Thế vận hội 1972, Waldi đã được sử dụng trong các áp phích châm biếm không chính thức.